# Mascaraque (kommunhuvudort)
Mascaraque är en kommunhuvudort i Spanien.   Den ligger i provinsen Toledo och regionen Kastilien-La Mancha, i den centrala delen av landet, 80 km söder om huvudstaden Madrid. Mascaraque ligger 714 meter över havet och antalet invånare är 475.
Terrängen runt Mascaraque är platt. Runt Mascaraque är det ganska tätbefolkat, med 56 invånare per kvadratkilometer. Närmaste större samhälle är Mora, 4,8 km sydost om Mascaraque. Omgivningarna runt Mascaraque är i huvudsak ett öppet busklandskap.